# Teinoptera
Teinoptera é um gênero de traça pertencente à família Arctiidae.